# 文斯·隆巴迪杯
文斯·隆巴迪杯（英語：Vince Lombardi Trophy）是颁给美式足球NFL超级碗胜者的奖杯，由蒂芙尼公司手工打造，以第1、2届超级碗教练文斯·隆巴迪命名。每年打造一座新奖杯，获胜球队可以永久保存。
传统上，颁奖仪式上会将文斯·隆巴迪杯颁发给球队老板。但这种颁给商人而非球队队长或MVP的做法也遭受质疑。

## 历史
1967年1月15日，绿湾包装工夺得AFL-NFL世界冠军赛（后被追溯为首届超级碗）冠军，获颁一座刻有“World Professional Football Championship”（世界职业足球锦标赛）字样的奖杯。1970年9月，文斯·隆巴迪去世。为纪念他的成就，该奖杯易名为文斯·隆巴迪杯，并在第五届超级碗上首次颁发更名后的新杯。

## 设计
文斯·隆巴迪杯由纯银打造，样式为一个标准尺寸的橄榄球斜置在一个三棱底座之上，重7英磅（3.2），高22英寸（56），由蒂芙尼公司在工坊手工打造。奖杯底座上刻有“Vince Lombardi Trophy”的字样，字样下方为NFL盾徽，盾徽下方标有当次超级碗的届数。
在完成颁奖仪式后，奖杯会再次送入蒂芙尼公司的工坊，进一步刻上冠军得主、比赛日期和最终比分，有的球队还会要求刻上所有队员的名字。刻完后，奖杯交给球队保存。